# Anaximenes
Anaximenes (Ἀναξιμένης), född 585 i Miletos, död 525 f.Kr., var elev till Anaximander vars läror han vidareutvecklade. Han var en av de joniska naturfilosoferna.
Anaximenes var en naturfilosof från Miletos i dagens Turkiet. Han ansåg att alltings ursprung är luft eller dimma, och att det primära elementet var luft och att allting kunde reduceras till detta element. Förtätas luften, menade han, bildas vatten och jord; förtunnas den blir den eld. Luft kan alltså förvandlas till vatten, eld och materia genom kondensation eller upplösande.
Man skulle kunna se det som att Anaximenes var atomfysiken på spåren då hans filosofi visar på att han insåg att i mikrokosmos bestod allt av samma stoff - som vi nu vet är protoner, neutroner och elektroner. Vad som skilde var i vilket tillstånd de befann sig i eller som Anaximenes uttryckte det, hur pass mycket de var ihoptryckta eller isärdragna. Att Anaximenes specifikt skulle ha menat att allting är uppbyggt av luft är en sentida tolkning och kan ses som en nedvärdering av hans begreppsvärld. I många källor står det i stället för luft kosmisk andning.

## Utmärkelser
Nedslagskratern Anaximenes på månen och asteroiden 6051 Anaximenes är uppkallade efter honom.